# 이반 페르신
이반 바실리예비치 페르신(러시아어: Ива́н Васи́льевич Пе́ршин, 1980년 1월 25일~)은 러시아의 유도 선수이다. 2008년 하계 올림픽 남자 미들급에 참가했으며 세계 선수권 대회에서 동메달 1개, 유럽 선수권 대회에서 금메달 1개를 획득했다.